# ケーブル比叡駅
ケーブル比叡駅（ケーブルひえいえき）は、京都府京都市左京区にある、京福電気鉄道鋼索線（叡山ケーブル）の駅。同路線の終点である。路線とともに毎年冬季（12月初旬から3月中旬のうち正月三が日を除く期間、週末の位置により毎年運休期間は多少変化する）は休業する。
叡山ロープウェイのロープ比叡駅と近接しており、乗り換えが出来る。

## 歴史
- 1925年（大正14年）12月20日：京都電燈叡山鋼索線の開通に伴い四明ヶ嶽駅（しめいがたけえき）として開業。
- 1942年（昭和17年）3月2日：京福電気鉄道の駅となる。
- 1944年（昭和19年）：不要不急線として営業休止。
- 1946年（昭和21年）：営業再開。
- 1965年（昭和40年）8月1日：ケーブル比叡駅へ改称。

## 駅構造
頭端式ホーム2面1線を持つ地上駅で、階段状になっている。
嵐山本線・北野線とは異なり、スルッとKANSAI共通カードは使用できない。改札は出発の5分前に開始される。

## 駅周辺
北側に叡山ロープウェイのロープ比叡駅がある。なお、当駅付近のマップは「比叡山ハイキングマップ」を参照されたい。

## 隣の駅
京福電気鉄道
鋼索線
ケーブル八瀬駅 - ケーブル比叡駅